# San Salvador, Hidalgo
San Salvador là một đô thị thuộc bang Hidalgo, México. Năm 2005, dân số của đô thị này là 28637 người.